# Sai (Aomori)
Sai (佐井村?) è un villaggio giapponese della prefettura di Aomori.

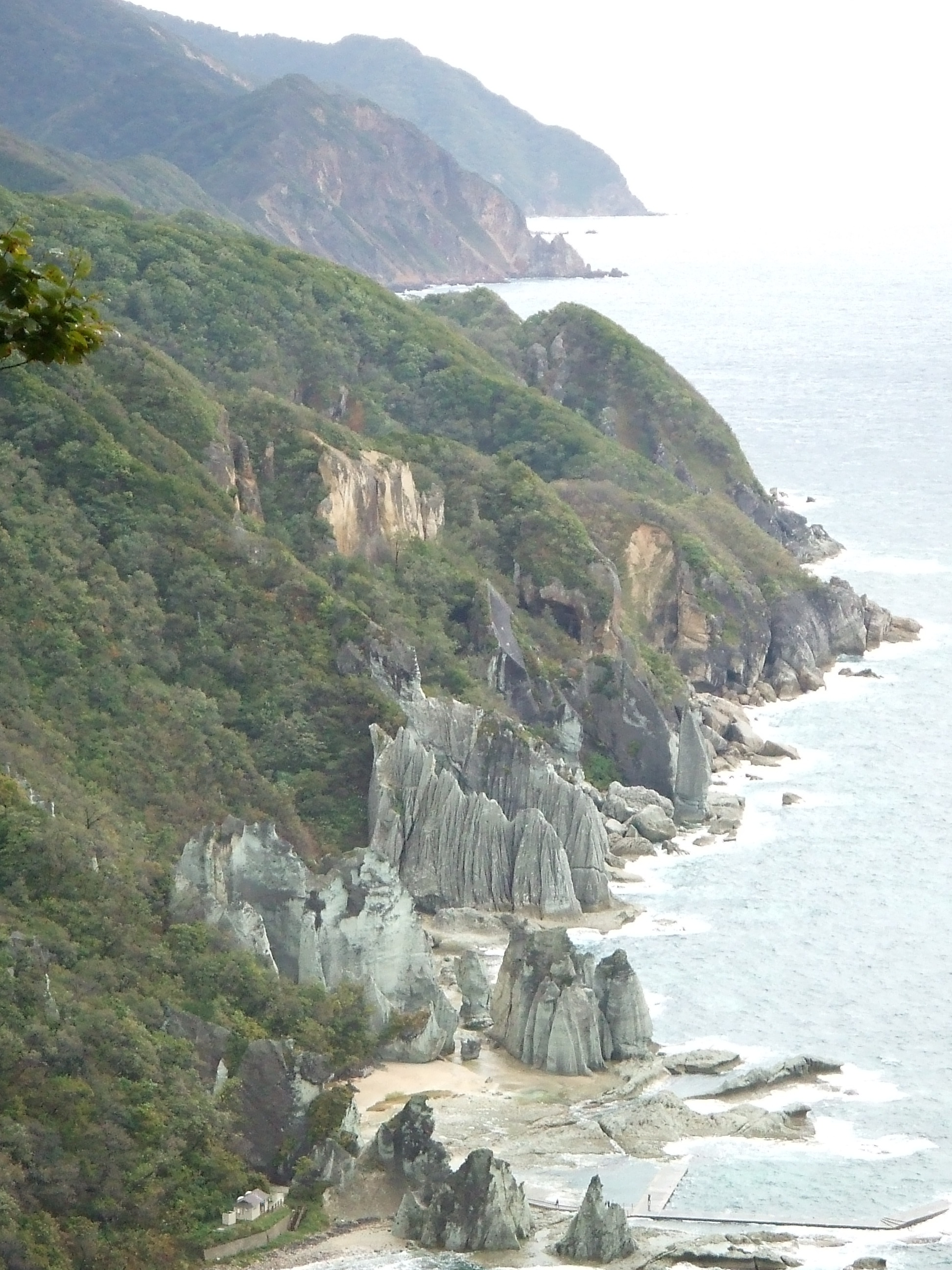
Hotokegaura, situato nel villaggio di Sai, Prefettura di Aomori, Giappone

La Hotokegaura, una serie di rocce ricca di cavità naturali che si estende dalla scogliera fino ai confini di Sai, è l'unica attrazione turistica significativa nel villaggio.
Dal 2003, il villaggio conta una popolazione di 2.833 ed una densità di 20.98 persone per km². L'area totale è di 135.03 km².